# Calchas (nouvelle)
Calchas est une nouvelle d’Anton Tchekhov, parue en 1886.

## Historique
Calchas est initialement publié dans la revue russe Le Journal de Pétersbourg, numéro 309, du 10 novembre 1886, sous le pseudonyme A.Tchekhonte. 

## Résumé
Le comique Basile Svetlovidov, cinquante-huit ans, se réveille, assis sur une chaise, dans sa loge. Il est seul dans le théâtre. La veille, il y a eu une représentation à son bénéfice. Il jouait le rôle de Calchas et, après la représentation, il a bu de la bière, du vin et de la vodka avec tous ses admirateurs.
Maintenant, seul sur scène, dans le théâtre vide et noir, il constate sa vieillesse. Cela fait trente-cinq ans qu’il est sur les planches. Il a froid. Il a la gueule de bois.
Il entend du bruit et voit une forme blanche se déplacer. Mort de peur, il l’interpelle : c’est Nikita, le souffleur. Basile lui raconte la représentation, les seize rappels qu’il a eus et lui demande pourquoi on l’a laissé seul dans sa loge. Pourquoi personne ne l’a-t-il ramené ?
Nikita lui conseille de rentrer,mais Basile lui dit que personne ne l’attend : ni femme, ni enfants. Pourtant, lui dit-il, jeune acteur, une femme m’a aimé. Mais elle lui avait demandé de quitter la scène pour elle, ce à quoi il s'était refusé. Depuis ce jour, il hait le public.
Nikita le ramène dans sa loge et le couche. 

## Adaptation théâtrale
L'auteur a adapté cette nouvelle pour la scène en composant une petite pièce. (Voir Le Chant du cygne.)

## Extraits
- Basile : « C’est horrible d’être seul. Qui a besoin de moi ? Qui m’aime ? Personne ne m’aime, Nikita ! - Le public vous aime, monsieur Svetlovidov ! -  Le public est parti et dort… »

## Édition française
- Calchas, traduit par Edouard Parayre, Les Éditeurs français réunis, 1958.